# A Winter's Tale
"A Winter's Tale" ("Conto de Inverno") é um single da banda britânica de rock Queen, original do álbum Made in Heaven, lançado em 1995, como canção promocional de natal. No B-side, veio outro single, "Thank God It's Christmas" e a inédita "Rock in Rio Blues", um instrumental gravado durante o Rock in Rio ocorrido em 1985, no Brasil. Algumas outras versões trouxeram "You're My Best Friend", "Somebody to Love" e "Now I'm Here" como B-sides.
A canção foi a última composição escrita pelo cantor e foi gravada ainda em 1991, nos últimos meses de vida de Freddie Mercury. O cantor escreveu toda a música e letra sozinho, tocou teclado e gravou os vocais em um único take. A música foi inspirada à paisagem que Mercury observava fora das janelas de seu apartamento em Montreux. A canção tem uma textura psicodélica.
O vídeo da música, produzida após a sua morte, foi um epitáfio, mostrando a letra de Freddie escrita em papel, além de performances do cantor.

## Paradas
| Parada                    | Melhor posição |
| ------------------------- | -------------- |
| Austrian Singles Chart    | 23             |
| German Singles Chart      | 62             |
| Netherlands Singles Chart | 25             |
| Swiss Singles Chart       | 28             |
| UK Singles Chart          | 6              |
| Australian Singles Chart  | 71             |

## Ficha técnica
Banda
- Freddie Mercury - vocais e teclado
- Brian May - vocais de apoio e guitarra elétrica
- Roger Taylor - vocais de apoio e bateria
- John Deacon - baixo